# Осока изогнутая
Осо́ка изо́гнутая (лат. Carex curvula) — травянистое растение семейства Осоковые (Cyperaceae), вид рода Осока (Carex).

## Описание
Растения с укороченными, не ползучими корневищами.
Растения однодомные. Все колоски андрогинные, в числе 4—6, в плотном короткоколосовидном соцветии, немногоцветковые, густые, почти сидячие. Нижний кроющий лист без влагалища, чешуевидный. Кроющие чешуи острые. Мешочки неясно трёхгранные, тонкоперепончатые, 5—8 мм длиной, без жилок, вверху по краям с шипиками, с удлинённым цельным или коротко-двузубчатым носиком. Рылец 3.
Плод при основании с осевым придатком, равным ему по длине.
Число хромосом n≈86 (Reese, 1953).
Описан из Северной Италии (Пьемонт).

## Распространение
Юг Центральной Европы: Австралия, Швейцария; Южная Европа: Франция, Испания, Албания, Болгария, Италия, Румыния, Югославия; Украина: Карпаты.
Растёт на высокогорных лугах и скалах.

## Систематика
Вид включает два подвида:
- Carex curvula subsp. curvula — Швейцария, Франция, Испания, Албания, Болгария, Италия, Румыния, Югославия, Украина

[syn.  Carex lobata Bellardi]
[syn.  Carex ovata C.A.Mey.]
[syn.  Carex orbelica Velen.]
[syn.  Carex rodnensis (Porcius ex Asch.&Graebn.) Rouy]
- Carex curvula subsp. rosae Gilomen — Пиренеи, Альпы

[syn.  Carex rosae (Gilomen) Holub]